# Matsushita Kōnosuke

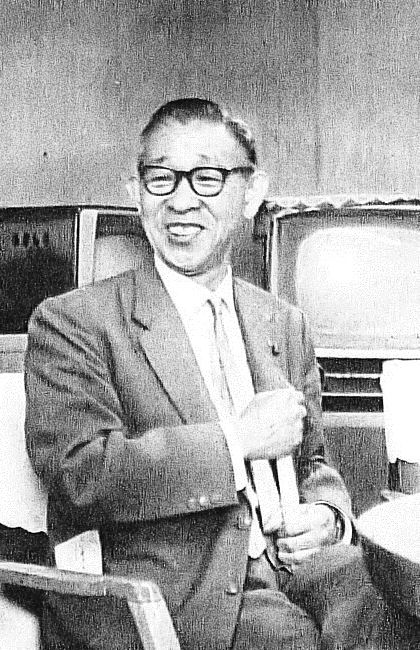
Matsushita Kōnosuke, 1961

Matsushita Kōnosuke (japanisch 松下 幸之助, * 27. November 1894 in Wasa, Kaisō-gun, Präfektur Wakayama; † 27. April 1989 in Moriguchi) war ein japanischer Industrieller, der das Unternehmen Matsushita Electric Industrial (heute Panasonic Corporation) im Vorort Kadoma der japanischen Metropole Osaka nahe der Keihan-Eisenbahnlinie nach Kyōto gründete. Japaner verehren ihn als „Gott des Managements“.

## Matsushitas frühes Leben
Kōnosuke Matsushita wurde 1894 im Dorf Wasa in der Präfektur Wakayama als Sohn eines wohlhabenden Grundbesitzers geboren. Wasa gehört heute zur Stadt Wakayama. Schlechte Investitionsentscheidungen seines Vaters im Reisgeschäft ruinierten die Finanzen der Familie, weswegen Kōnosuke im Alter von 9 Jahren nach Osaka zur Arbeit geschickt wurde. Er sollte sich in einem Hibachi-Laden in der Herstellung entsprechender Gefäße ausbilden lassen. Nach nur einem Jahr wurde der Laden geschlossen. Matsushita fand eine neue Anstellung in einem Fahrradgeschäft. Hier wurden kleine Metallbearbeitungsarbeiten durchgeführt. Dadurch erlernte er den Umgang mit Drehmaschine und Werkzeugen.
Im Jahre 1910, im Alter von 16, wurde Matsushita als Verdrahtungsassistent bei der Osaka Electric Light Company eingestellt.
Matsushita wollte eine neue Lampenfassung vermarkten, die er erfunden hatte. Er gründete am 7. März 1918 gemeinsam mit Iue Toshio, des späteren Gründers von Sanyo sowie dessen Schwester und Kōnosukes späterer Ehefrau Iue Mumeno das Unternehmen Matsushita Denki Kigu Seisakujo (dt. Elektrogerätewerk Matsushita). Er hatte drei Angestellte, das Äquivalent von 40 € Startkapital und den Prototyp seiner neu erfundenen Lampenfassung. Der Erfolg der Firma basierte jedoch auf der Herstellung und der Vermarktung einer kugelförmigen Fahrrad-Glühlampe. Um die Nachfrage nach dieser Lampe zu bedienen, errichtete Matsushita bald ein Verkaufsnetz in ganz Japan. Matsushita verwendete das eingetragene Warenzeichen National für seine Produkte und senkte die Preise, um seine Lampe zum Massenprodukt zu machen. Matsushita veröffentlichte auch landesweite Zeitungsanzeigen, eine ungewöhnliche Form des Marketings in Japan in den zwanziger Jahren.

## Management-Praxis
1929 führte Matsushita eine innovative Management-Praxis unter dem Motto der Harmonie zwischen Firmenprofit und sozialer Gerechtigkeit ein. 1933 verkündete Matsushita seine sieben Führungsprinzipien: Dienst an der Öffentlichkeit, Gerechtigkeit und Ehrlichkeit, Teamwork für die gemeinsamen Ziele, unermüdliche Bemühung um Verbesserungen, Höflichkeit und Bescheidenheit, Übereinstimmung mit den Gesetzen der Natur und schließlich Dankbarkeit für Segnungen.

## Matsushita und die Nachkriegsperiode
Im Nachkriegsjapan erfuhr die Firma dieselben strengen Beschränkungen, die allen großen japanischen Firmen von den alliierten Siegermächten auferlegt wurden. Matsushita stand vor der Gefahr, als Firmenpräsident abgesetzt zu werden, wurde aber durch eine Petition gerettet, die von 15.000 Angestellten unterzeichnet wurde.
Von 1950 bis 1973 expandierte Matsushitas Unternehmen, wobei er sich auf seine drei Schätze konzentrierte – Waschmaschinen, Kühlschränke und Fernseher. Matsushita Electric wurde einer der größten Hersteller der Welt für Elektrogeräte, die unter weithin bekannten eingetragenen Warenzeichen wie National, Panasonic, Technics und JVC verkauft werden. Matsushita selbst ging 1973 in den Ruhestand.
Im Ruhestand konzentrierte sich Matsushita auf die Weiterentwicklung und Erklärung seiner sozialen und kommerziellen Philosophien und schrieb 44 veröffentlichte Bücher. Eines seiner Bücher, Entwicklung eines Wegs zum Frieden und zum Glück durch Wohlstand, wurde über vier Millionen Mal verkauft.
Chronische Lungenprobleme führten schließlich zu seinem Tod durch Lungenentzündung am 27. April 1989 im Alter von 94 Jahren. Er hinterließ ein persönliches Erbe im Wert von 3 Milliarden US-Dollar und ein Unternehmen mit 40 Milliarden US-Dollar Umsatz.